# Абеледо, Рамон
Рамон Грегорио Абеледо (исп. Ramón Gregorio Abeledo; род. 29 апреля 1937, Валентин-Альсина, Буэнос-Айрес) — аргентинский футболист, нападающий.

## Клубная карьера
Рамон Абеледо начинал свою футбольную карьеру в 1955 году в команде «Индепендьенте», в которой он провёл большую её часть. С «Индепендьенте» Абеледо дважды становился чемпионом Аргентины в 1960 и 1963 годах. В 1964 году он перешёл в клуб «Бока Хуниорс». За «Боку Хуниорс» Абеледо провёл всего 2 матча.

## Международная карьера
Рамон Абеледо попал в состав сборной Аргентины на Чемпионат мира 1962 года. Однако из 3-х матчей Аргентины на турнире Абеледо не появился ни в одном из них.

## Достижения

### Клубные
Индепендьенте
- Чемпионат Аргентины (2): 1960 (чемпион), 1963 (чемпион)

Бока Хуниорс
- Чемпионат Аргентины (1): 1964 (чемпион)